# Ратуша (Осло)

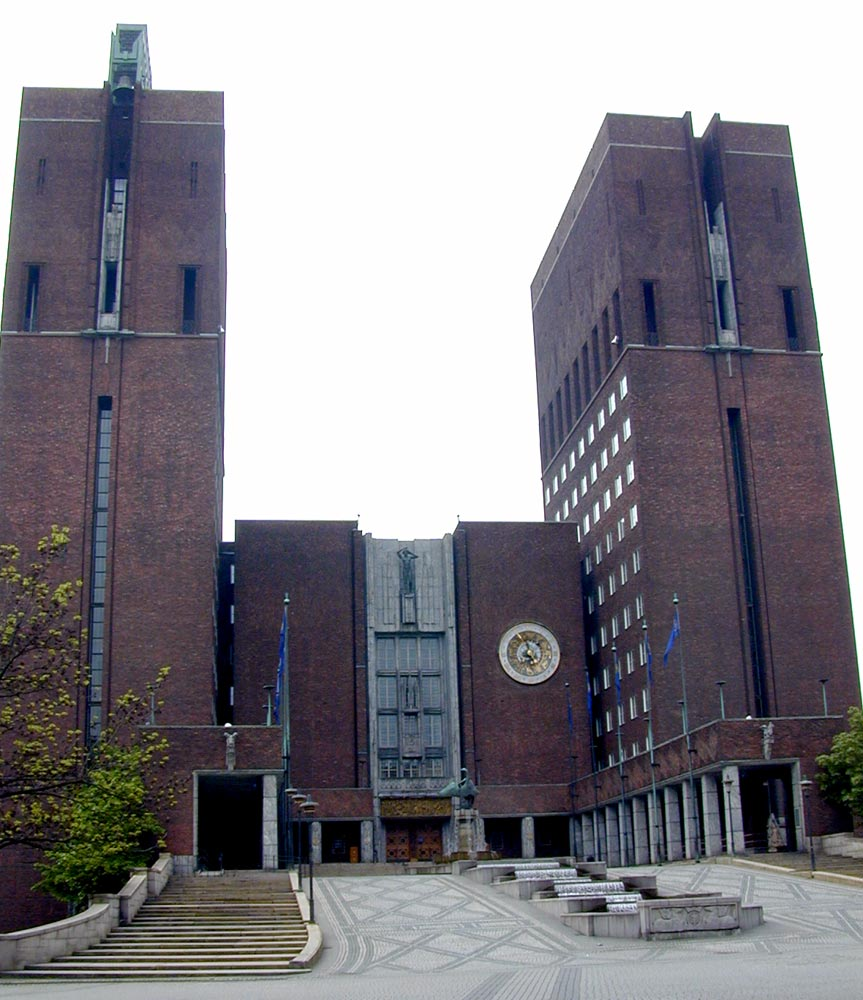
северная сторона Ратуши с астрономическими часами

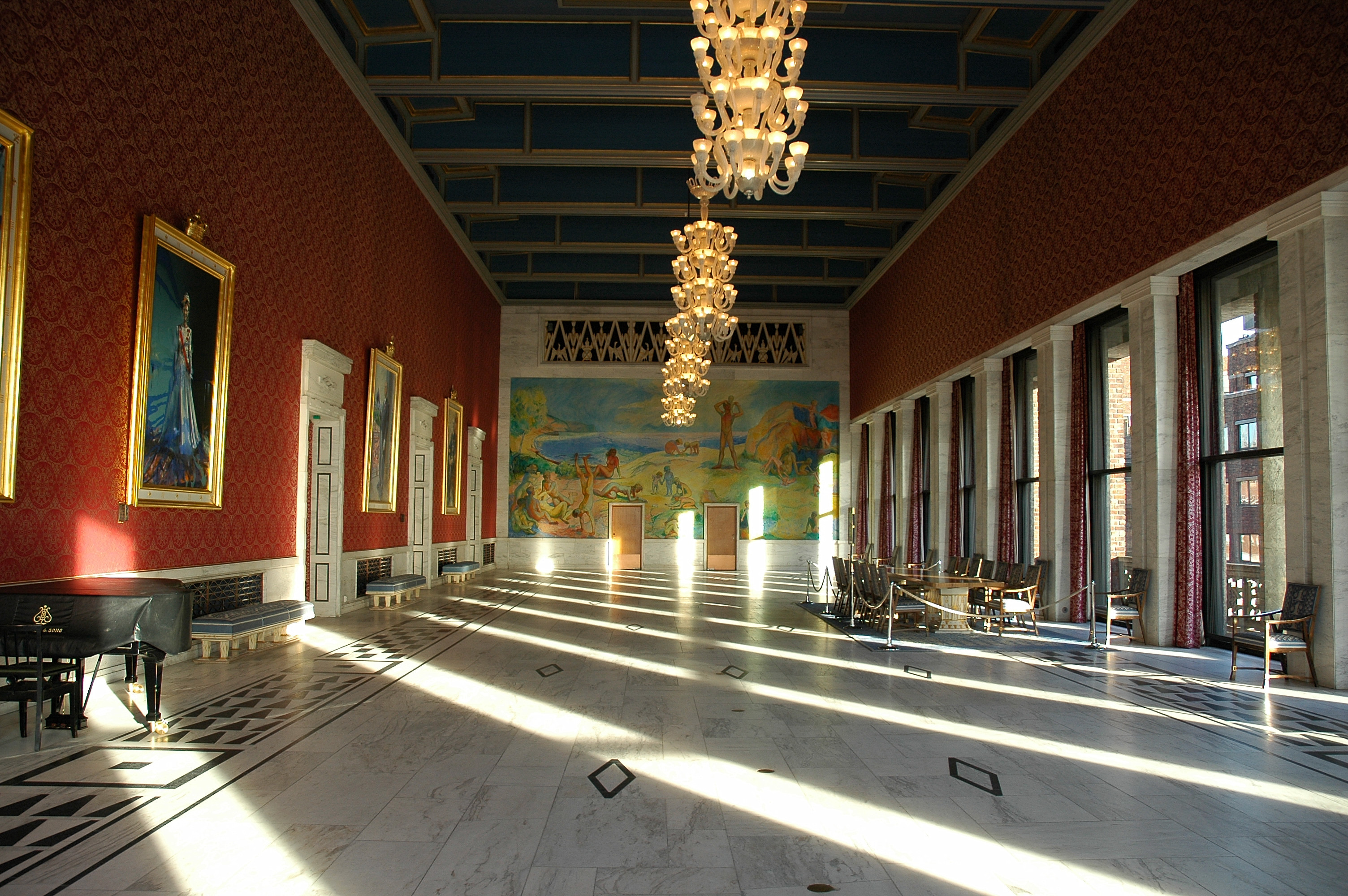
Банкетный зал Ратуши

Ратуша Осло (норв. Oslo rådhus, нюнорск Oslo rådhus) — монументальное здание заседаний городского совета норвежской столицы, Осло. Основное предназначение городской ратуши — политическое и административное управление столицей страны.
В 1986 году Осло стал первым муниципалитетом Норвегии, который ввел парламентскую систему с назначением городского правительства. Мэр избирается отдельно Городским парламентом и исполняет эту должность в течение всего избирательного цикла, который составляет четыре года. Городской парламент состоит из 59 членов — они собираются на свои заседания примерно 15 раз в год.
Начиная с 1990 года в ратуше каждый год 10 декабря проходит церемония вручения Нобелевской премии мира.

## История
Идея создания нового здания ратуши в Осло, как монументального памятника норвежской независимости появилась вскоре после расторжения этой страной унии со Швецией в 1905 году. В 1915 году Иеронимус Хейердал, мэр Христиании (с 01.01.1925 переименована в Осло), предложил план, по которому одновременно со строительством нового здания ратуши должна была быть осуществлена расчистка района Пипервика, старых трущоб недалеко от гавани и открывать великолепный вид на Осло-фьорд. В 1918 был объявлен конкурс на лучший архитектурный проект. Победителем в нем стали Арнстейна Арнеберга и Маркуса Поульссона. Однако наступившие вследствие Первой мировой войны финансово-экономические проблемы помешали сразу приступить к намеченному строительству. Доработанный ими окончательный проект (восьмой по счету), который был завершен в 1930 году, соединил в себе различные художественные и архитектурные направления того времени. Сочетание национального романтизма, функционализма и классицизма придает зданию поистине уникальный характер. Первый камень в фундамент будущего здания был заложен осенью 1931 года, и постепенно, согласно этому амбициозному плану развития города, на месте расчищенных трущоб вырос новый городской центр, главным акцентом в котором были возвышающие надо всеми постройками башни городской ратуши. Однако Вторая мировая война отсрочила завершение строительства, и официально новое здание было открыто только 15 мая 1950 года.

## Здание
Ратуша Осло состоит из крупного центрального здания, в котором проводит свои заседания городской совет и где расположены помещения для проведения торжественных церемоний, а также из 2-х башен, в которых работают около 450 сотрудников городского управления. Восточная башня высотой в 66, западная — в 63 метра. Площадь земельного участка, на котором находится ратуша, составляет 4.560 м², общая полезная площадь здания — 38.000 м². Центральный зал заседаний имеет площадь 1.500 м² и высотой в 20,8 м. В 2000 году была достроена группа из 49 бронзовых колоколов, весом от 4.000 до 14 килограммов каждый. Внутренний дизайн ратуши выдержан в традициях норвежской национальной культуры и отражает выдающиеся события истории страны, в том числе и события Второй мировой войны. На стенах здания отражены также достижения экономики страны (фреска Торговля и ремёсла Карла Хёкберга) и рабочего движения. В ратуше имеются галерея торжеств (декорированная Акселем Револьдом), банкетный зал (работы Юхана Вильгельма Мидельфарта) и «комната Мунка» с картиной Эдварда Мунка «Жизнь».
Ратуша Осло является одним из известнейших символов норвежской столицы и выдающимся памятником архитектуры первой половины XX столетия.
10 декабря ежегодно, в годовщину смерти Альфреда Нобеля, в здании Ратуши Осло происходит торжественная церемония вручения Нобелевской премии мира.